# Nannophrys naeyakai
Nannophrys naeyakai (лат.) — вид бесхвостых земноводных семейства каскоголовых лягушек. Описан как новый вид в 2007 году. Эндемик Шри-Ланки, где известен только из двух местностей в округах Ампара и Монарагала. Nannophrys naeyakai можно отличить от других видов Nannophrys по деталям бугорков на четвертом пальце, острому и узкому симфизарному выступу на переднем крае нижней челюсти и небольшим ладонным бугоркам. Видовое название naeyakai относится к «naeyaka», духам умерших родственников в верованиях народа ведды, живущих в районе типовой местности.

## Внешний вид и строение
Длина от кончика рыла до анального отверстия у взрослых самцов составляет 24-36 мм, а у взрослых самок — 32-44 мм. Голова приплюснутая, её ширина больше длины. Рыло округлое. Барабанная перепонка отчетливая. Кончики пальцев передних и задних конечностей тупо закруглены; перепонки между ними отсутствуют. Кожа на спине несколько грубая с бородавчатыми пустулами по бокам. Брюхо гладкое. Верхние поверхности коричневые с желто-белыми прожилками. Конечности с желто-белыми поперечными полосами. Брюхо желто-белое без каких-либо отметин.

## Среда обитания и охрана природы
Nannophrys naeyakai ассоциируется с сезонными ручьями с расщелинами скал на склонах холмов на высоте от 200 до 620 м над уровнем моря. Растительность там представлена отдельными деревьями, а земля покрыта травами, среди которых преобладают виды рода Cymbopogon. Nannophrys naeyakai активен только в течение короткого периода с декабря по февраль, так как ручьи, в которых он обитает, являются сезонными. За исключением сезона дождей он прячется под землей. Вид более активен ночью, чем днем.
Nannophrys naeyakai довольно распространен в двух известных местах, но поиски на других вершинах холмов в восточной части Шри-Ланки не выявили новых популяций. Угрозы для его среды обитания включают изменение практики землепользования (например, выжигание пастбищ, вырубка деревьев), что снижает удержание воды и в конечном итоге влияет на небольшие ручьи, от которых зависит этот вид. Этот вид встречается в лесном заповеднике Кокагала.